# Aedes epactius
Aedes epactius é um espécie de mosquito do género Aedes, pertencente à família Culicidae.